# Regnault de Chartres

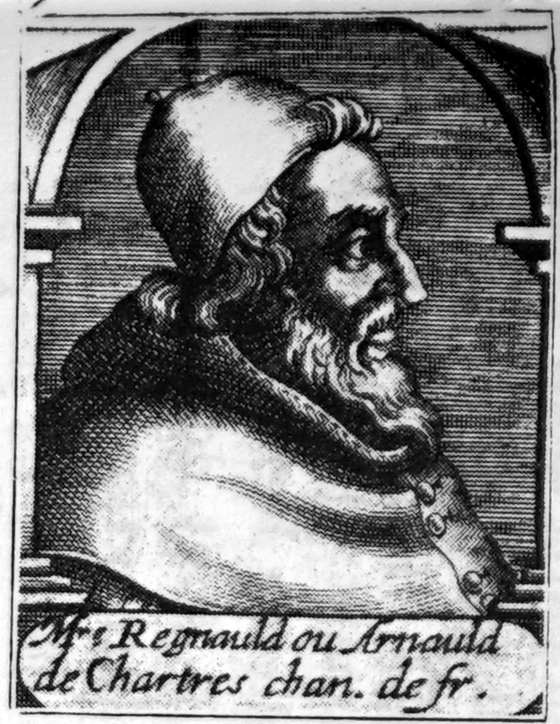
Erzbischof Renaud de Chartres als Kanzler von Frankreich

Regnault de Chartres (auch Renault, Renaud und Regnaut, * um 1380 in Ons-en-Bray; † 8. April 1444 in Tours) war von 1413 bis zu seinem Tod Erzbischof von Reims. 1429 krönte er Karl VII. zum König von Frankreich.

## Leben

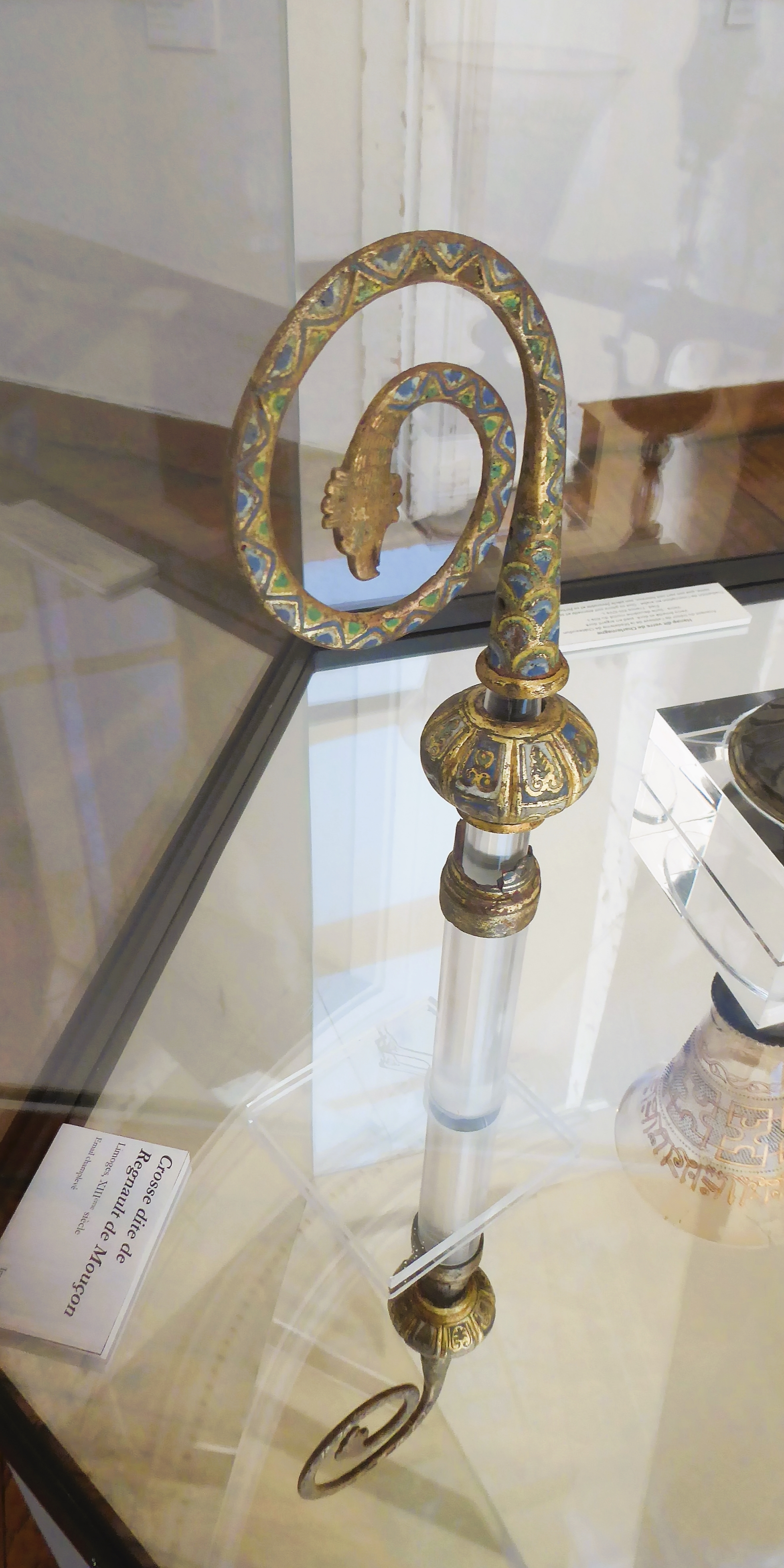
Krümme des Bischofsstabes von Kardinal Regnault de Chartres (Arbeit aus Limoges, vermutlich 13. Jh.)

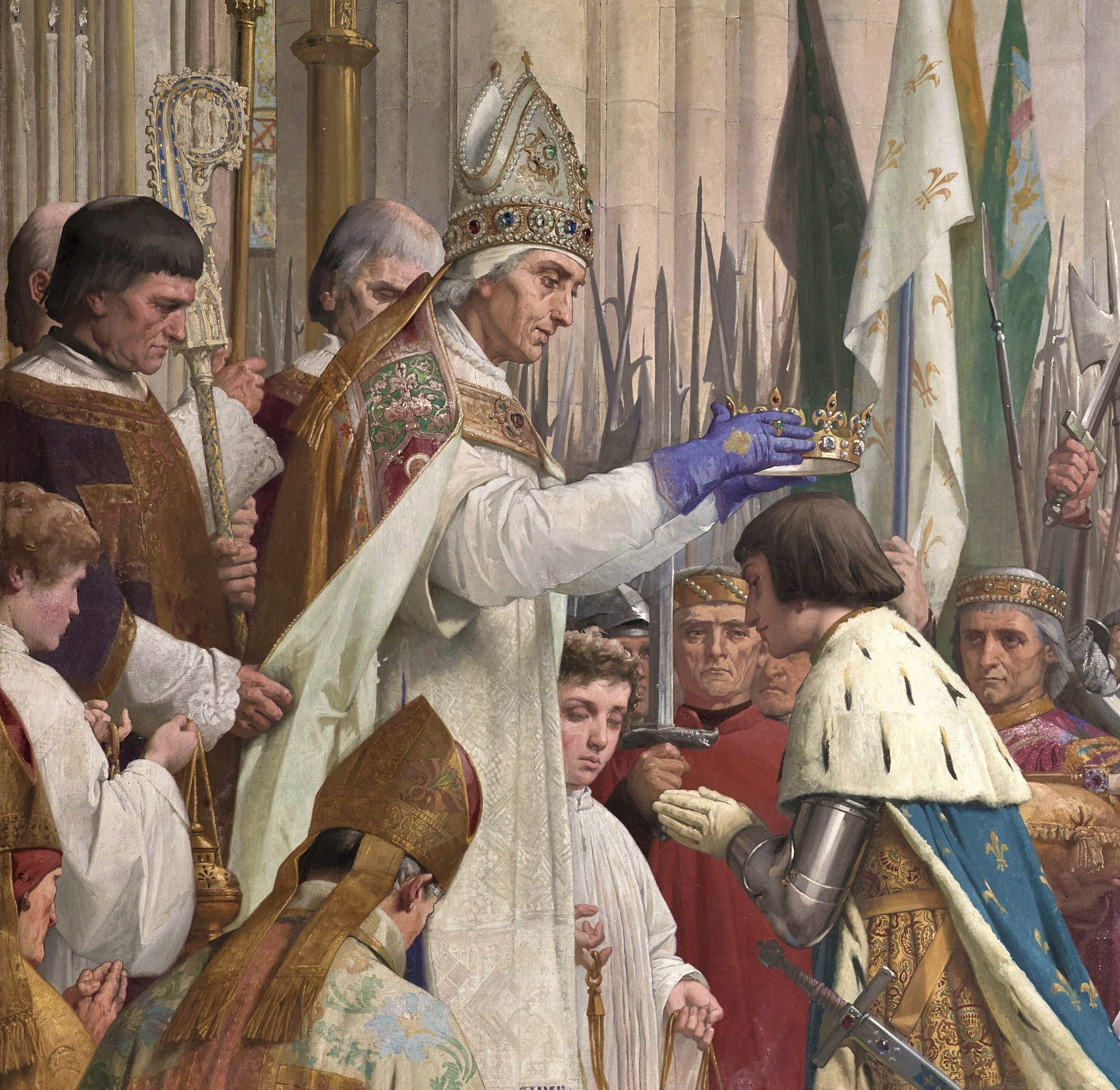
Königskrönung Karls VII. in der Kathedrale von Reims durch Erzbischof Regnault de Chartres (Historienmalerei von Jules Eugène Lenepveu, um 1889)

Er war der Sohn von Hector de Chartres, Herr von Lyons-en-Beauvaisis und Enquêteur des eaux et des forêts in der Normandie und der Picardie, und Blanche de Nesle; durch seine Mutter war er der Halbbruder von Guillaume de Flavy.
Regnault studierte Zivilrecht und war 1404 Doyen (Dekan) in Beauvais, später Referendar des Papstes und Präsident des Rechnungshofs (Chambre des comptes). Er war der Kämmerer (heutige Bezeichnung Camerlengo) des Gegenpapstes Johannes XXIII. (1410–1415). 1414 wurde er zum Erzbischof von Reims ernannt und spielte in diesem Amt eine bedeutende Rolle auf dem Konzil von Konstanz (1414–1418).
1418 wurde er einer der Berater des Dauphin Karl, des späteren Königs Karl VII., und war einer seiner wirkungsvollsten Diplomaten. 1425 wurde er von der Partei der Armagnacs zum Kanzler von Frankreich erhoben. 1429 krönte er Karl VII. in Reims zum König. 1431 war er königlicher Statthalter der Champagne. Er leitete die Verhandlungen mit den Burgundern und später den Engländern und vertrat Karl VII. 1435 bei den Verhandlungen zum Vertrag von Arras.
1432 lehnte er die Ernennung zum Erzbischof von Embrun ab. 1436 wurde er zum Bischof von Agde, 1439 zum Bischof von Orléans bestimmt. Im Konsistorium vom 18. Dezember 1439 wurde er von Papst Eugen IV. zum Kardinal erhoben. Am 8. Januar 1440 ernannte ihn der Papst zum Kardinalpriester der Titelkirche Santo Stefano al Monte Celio.
Er starb 1444 wenige Tage vor seiner Ernennung zum Bischof von Mende.